# Daochi

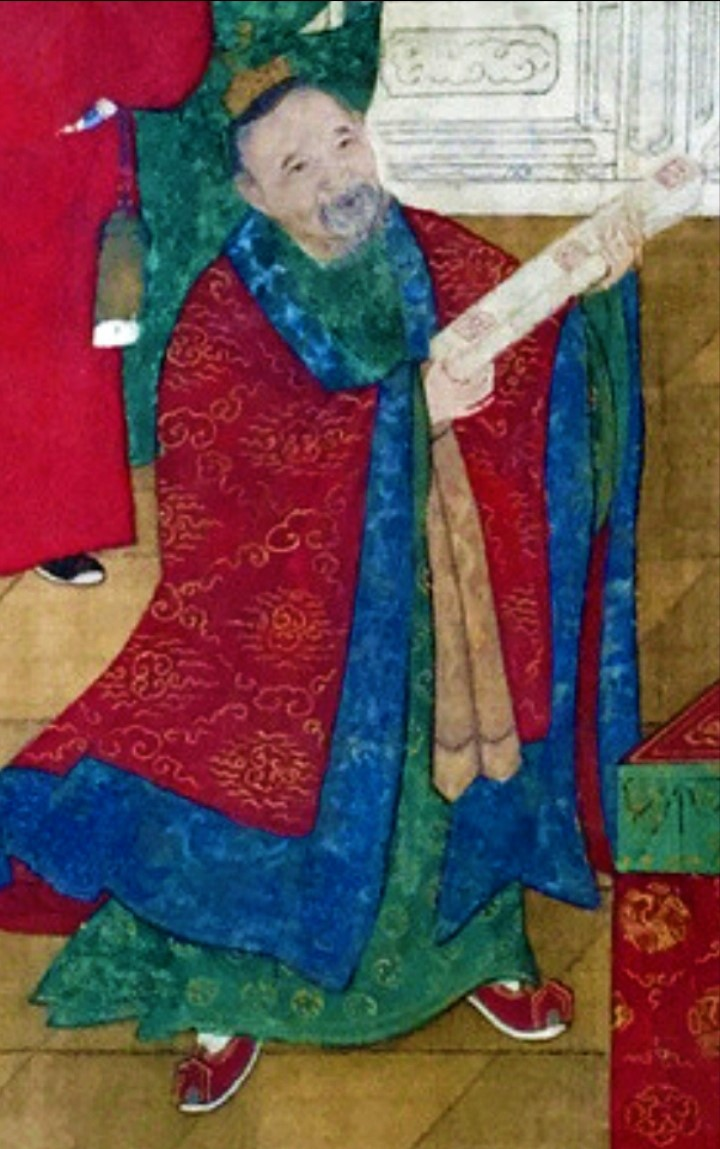
Shao Yuanjie, o sacerdote taoísta do imperador Jiajing da dinastia Ming.

Um daoshi (道士 "mestre do Tao "), traduzido como sacerdote taoísta, monge taoísta, mestre taoísta ou taoísta profissional, é um sacerdote no taoísmo . Juntamente com os padres chineses Ran, também existem muitos sacerdotes minoritários étnicos na China.  Algumas ordens são monásticas (ordens Quanzhen), enquanto a maioria não é (ordens Zhengyi). 
Algumas das ordens monásticas são eremitas, e seus membros praticam estilos de vida isolados e ascéticos nas montanhas, com o objetivo de se tornarem xian, ou seres imortais. Sacerdotes não-monásticos vivem entre a população e administram e servem seus próprios templos ou templos populares. 
As atividades dos taoístas tendem a ser informadas por materiais que podem ser encontrados no Daozang, ou cânone taoísta; no entanto, os taoístas geralmente escolhem, ou herdam, textos específicos que foram passados por gerações de professor para aluno, em vez de consultar versões publicadas desses trabalhos. 